# 우나 오닐
우나 오닐(영어: Oona O'Neill Chaplin, Lady Chaplin, 1925년 5월 14일~1991년 9월 27일)은 미국 극작가 유진 오닐과 영국 태생 작가 애그니스 볼턴의 딸이다. 영국인 배우·영화 감독 찰리 채플린의 네 번째이자 마지막 아내이다. 1943년 찰리 채플린과 결혼하여 1977년 채플린의 임종까지 함께하였다.